# 阿爾塔蒙特鎮區 (北卡羅萊納州埃弗里縣)
阿爾塔蒙特鎮區（英語：Altamont Township）是位於美國北卡羅萊納州埃弗里縣的一個鎮區。

## 地方資料
阿爾塔蒙特鎮區的面積為41.95平方千米，皆為陸地。根據2020年美國人口普查的數據，當地共有人口1247人，而人口密度為每平方千米29.73人。